# Mike Espy

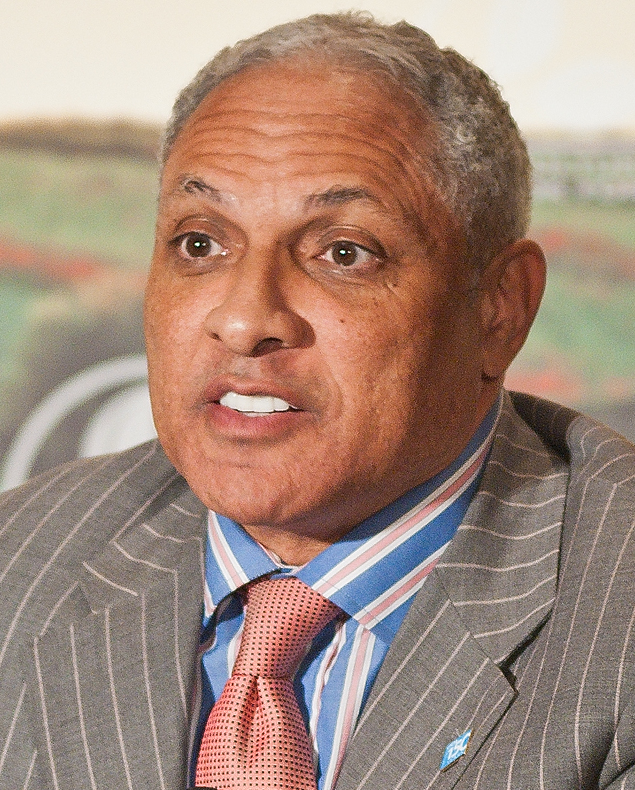
Mike Espy (2012)

Alphonso Michael „Mike“ Espy (* 30. November 1953 in Yazoo City, Mississippi) ist ein amerikanischer Politiker der Demokratischen Partei. Zwischen 1987 und 1993 vertrat er den zweiten Kongresswahlbezirk des Bundesstaats Mississippi im US-Repräsentantenhaus, von 1993 bis 1994 war er Landwirtschaftsminister unter Präsident Bill Clinton. Espy bewarb sich 2018 um einen Sitz im Senat der Vereinigten Staaten und trat 2020 wieder für denselben Sitz an.

## Familie, Ausbildung und Beruf
Mike Espy und seine Zwillingsschwester waren die jüngsten von sieben Kindern von Henry und Willie Jean Huddelston Espy. Sein Bruder Henry war bis 2013 Bürgermeister von Clarksdale (Mississippi). Sie wuchsen in der verarmten ländlichen Region Mississippi Delta in relativem Wohlstand auf. Beide Eltern hatten das Tuskegee Institute besucht, der Vater war in den 1930er Jahren Regionalagent des US-Landwirtschaftsministeriums und arbeitete später im Bestattungsunternehmen seines Schwiegervaters T. J. Huddleston, der einer der wohlhabendsten und bekanntesten Afroamerikaner in den Südstaaten war. Mike Espy besuchte ab 1969 die gerade desegregierte High School in Yazoo City als erster Afroamerikaner. Er studierte an der Howard University in Washington, D.C. und schloss diese 1975 mit dem Bachelorgrad in Politikwissenschaft ab. Danach studierte er an der Santa Clara University in Kalifornien Jura und erhielt dort 1978 den Juris Doctor. Er kehrte nach Mississippi zurück und war zwischen 1978 und 1980 Anwalt bei der juristischen Dienstleistungsbehörde Central Mississippi Legal Services angestellt. Von 1980 bis 1984 arbeitete er als stellvertretender Secretary of State für die Behörde zur Verwaltung des öffentlichen Landes (Public Lands Division), von 1984 bis 1985 war er stellvertretender Attorney General Mississippis für Verbraucherschutz.
Der Baptist Espy ist geschieden von Sheila Bell, mit der er zwei Kinder hat. Sein Sohn Michael ist Footballspieler. Espy lebt heute im Madison County.

## Politische Laufbahn
Bei der Democratic National Convention 1984 saß Espy im Geschäftsordnungsausschuss.

### Kongressmitglied 1987–1993
Bei der Wahl 1986 wurde Espy im zweiten Kongresswahlbezirk Mississippis in das US-Repräsentantenhaus in Washington gewählt. Dort löste er am 3. Januar 1987 den Republikaner Webb Franklin ab, den er mit 52 zu 48 Prozent der Stimmen geschlagen hatte. Er war der erste Afroamerikaner im Kongress aus Mississippi seit John R. Lynch zur Zeit der Reconstruction sowie der einzige Afroamerikaner, der ein ländliches Gebiet vertrat. Der seit dem Neuzuschnitt der Wahlkreise infolge des United States Census 1980 mehrheitlich afroamerikanische zweite Kongresswahlbezirk Mississippis umfasste vor allem die Mississippi-Delta-Region im Westen des Bundesstaates mit den Städten Vicksburg und Greenville. Der Bezirk wurde 1986 unter Aufsicht des US-Justizministeriums geographisch nochmals verändert, um mit eindeutiger afroamerikanischer demographischer Mehrheit dem Voting Rights Act zu genügen. Es handelte sich damals um den ärmsten Kongresswahlbezirk der USA mit 42 Prozent der Einwohner unter der Armutsgrenze und einer Arbeitslosigkeit, die in fünf Countys zwanzig Prozent überschritt. Espy gewann anders als der afroamerikanische Kandidat Robert G. Clark 1982 und 1984 einen signifikanten Anteil der Weißen als Wähler und mobilisierte durch einen Haustürwahlkampf.
Espy gewann die drei folgenden Wahlen mit mindestens 67 Prozent der Stimmen und blieb bis zu seinem Rücktritt am 22. Januar 1993 im Kongress. Dort galt er als progressiver und innovativer Politiker und war unter anderem Mitglied in den Ausschüssen für Landwirtschaft, Haushalt, Ressourcen und mehreren Unterausschüssen. In seiner ersten Mandatsperiode spielte er eine entscheidende Rolle bei der Schaffung der Lower Mississippi Delta Commission, die sich der regionalen Armutsbekämpfung widmete. Espy wurde Vorsitzender des Lower Mississippi Delta Caucus von Kongressabgeordneten aus sieben Bundesstaaten und förderte die ökonomische Entwicklung des ländlichen Gebiets. So setzte er sich für die Welszucht seines Bundesstaates ein, unter anderem, indem er die US Army zu deren Ankauf verpflichtete und zwei Verarbeitungsfabriken in seinem Wahlbezirk fördern ließ. Er stand oftmals in Opposition zum Congressional Black Caucus, etwa, als er in einem Werbespot des Waffenlobbyisten National Rifle Association auftrat oder mit dem damaligen Gouverneur von Arkansas, Bill Clinton, das zentristische Democratic Leadership Council entwickelte, das von den früheren Sozialstaatsideen der Demokraten (New Deal, Great Society) Abstand nahm und entideologisierte, wirtschaftsfreundliche Politik propagierte. 1990 stimmte er für die von Präsident Bush eingebrachte Steuererhöhung zur Senkung des Haushaltsdefizits.

### Landwirtschaftsminister 1993–1994

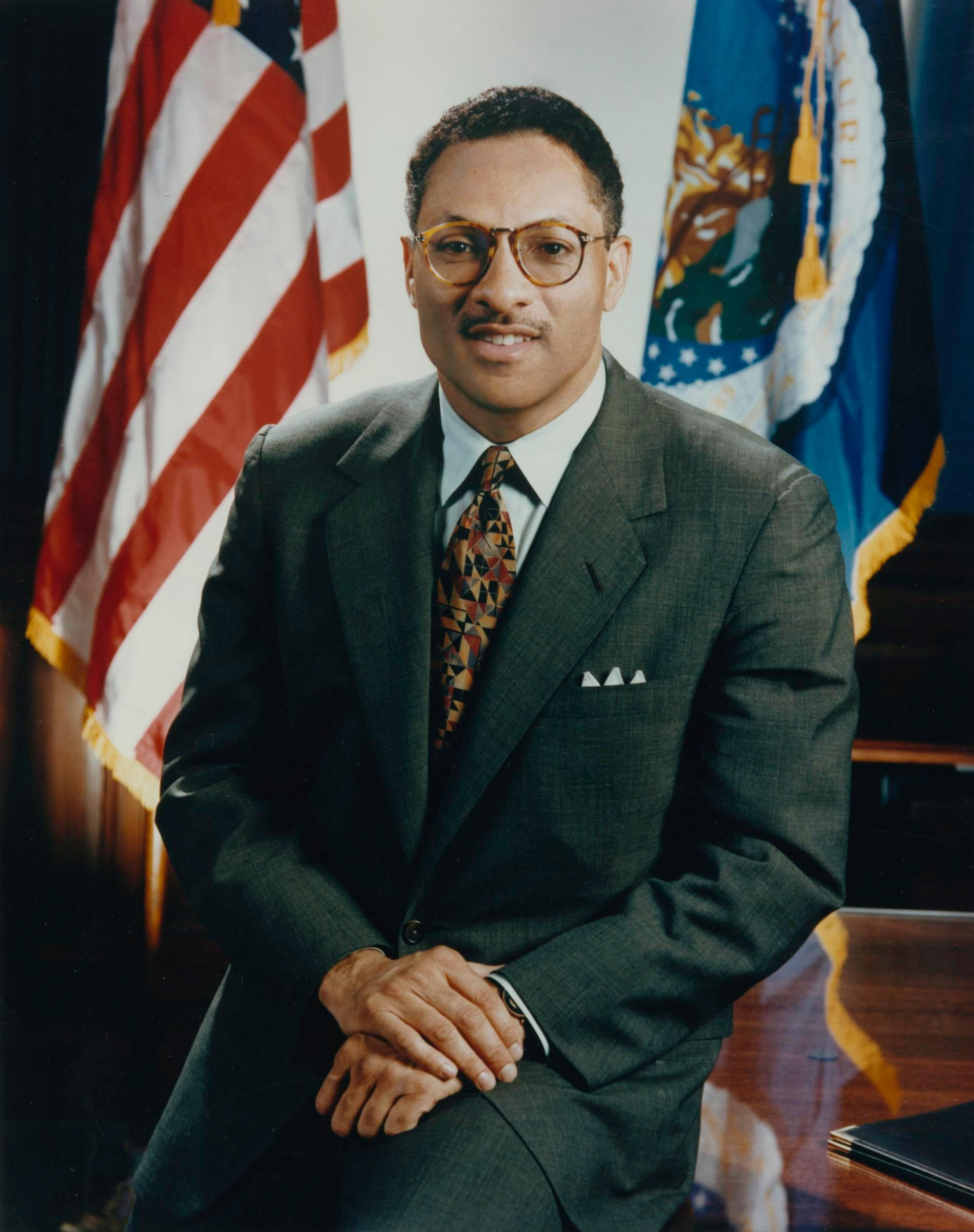
Mike Espy, Porträtbild als Landwirtschaftsminister (1993)

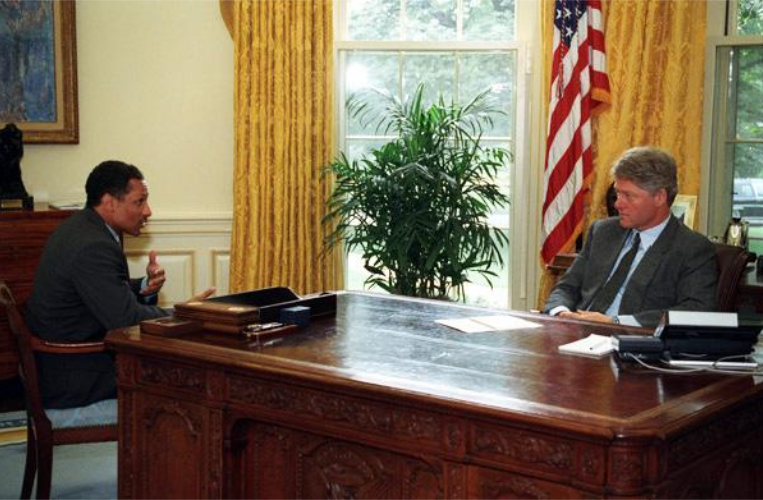
Espy und Bill Clinton im Oval Office (1993)

Nach dem Amtsantritt des 1992 gewählten Präsidenten Bill Clinton berief dieser Espy zum Landwirtschaftsminister, dem ersten Afroamerikaner und ersten Einwohner Mississippis auf diesem Posten. Er folgte Edward Rell Madigan nach, der unter George Bush auf dieser Position gedient hatte, und war einer von vier Ministern der Bundesregierung überhaupt, die aus Mississippi stammen. Espy legte sein Mandat im Kongress nieder und leitete eine grundlegende Reform des viertgrößten Ministeriums ein, das vor großen Herausforderungen stand, da die Zahl der Landwirtschaftsbetriebe überall in den Vereinigten Staaten abnahm und das seit den 1930er Jahren bestehende bürokratische System des Ministeriums als archaisch galt. Er reduzierte die Mitarbeiterzahl um 7000, verbesserte Schlachtinspektionen nach dem Fund von E. coli-Bakterien in Hamburgerfleisch und organisierte die Hilfe für Landwirte nach der Flutkatastrophe am Mississippi River 1993. Drei Monate nachdem Sonderermittler Donald Smaltz Ermittlungen gegen Espy wegen Korruptionsverdacht aufgenommen hatte, trat er zum 31. Dezember 1994 aus dem Kabinett Clinton zurück. Sein Nachfolger im Landwirtschaftsministerium wurde Dan Glickman.

### Korruptionsanklage und weiteres Engagement
Ab 1994 war Espy in der politischen Öffentlichkeit kaum noch präsent. Im Jahr 1997 klagte Sonderermittler Smaltz Espy in 30 Punkten unter anderem wegen Vorteilsannahme an. Der aufwändig vorbereitete Prozess kostete über 20 Millionen Dollar. Eine Grand Jury sprach Espy im August 1997 in allen Punkten schuldig. Tyson Foods hatte eingeräumt, ihm „Geschenke“ im Wert von 12.000 Dollar gemacht zu haben. Die Firma wurde dafür mit einer Strafe in Höhe von sechs Millionen Dollar und den Verfahrenskosten belegt. Auch die Sun-Diamond Growers of California gaben zweifelhafte Zuwendungen an Espy zu und mussten dafür Strafe zahlen. In Espys Fall befand das Gericht, dass die erhaltenen Zuwendungen nichts mit dessen dienstlichen Entscheidungen zu tun gehabt hatten, und sprach ihn daher am 2. Dezember 1998 frei. Der Supreme Court entschied im April 1999, dass für die Annahme von Bestechung ein quid pro quo vorliegen müsse, was hier nicht erkennbar sei, weshalb die Strafzahlungen aufgehoben wurden. Ein Manager von Tyson Foods wurde am 22. Dezember 2000 im noch laufenden Verfahren von Präsident Clinton begnadigt.
Nach der Politik kehrte Espy in die Privatwirtschaft zurück und arbeitet als Rechtsanwalt und Berater in einer eigenen Kanzlei. Er ist Direktor der internationalen Non-Profit-Organisation Cultivating New Frontiers in Agriculture, die sich dafür einsetzt, den wachsenden Bedarf an Nahrungsmitteln sicherzustellen. Im Jahr 1999 beriet Espy das Energieministerium in unbezahlter Teilzeit. Er tritt regelmäßig als Gastkommentator im nationalen Fernsehen auf und gilt dank seiner guten Verbindungen in seinem Heimatbundesstaat weiterhin als einer der einflussreichsten Politiker. Für Aufsehen sorgte er im Jahr 2007, als er bei der Gouverneurswahl Mississippis den republikanischen Amtsinhaber Haley Barbour in dessen Wiederwahlkampagne unterstützte. Mehrfach deutete Espy an, nochmals für eine politische Position zur Verfügung zu stehen.

### Senatskandidatur 2018 und 2020
Nachdem der langjährige republikanische Mandatsinhaber Thad Cochran angekündigt hatte, sich zum 1. April 2018 aus dem Senat der Vereinigten Staaten zurückzuziehen, gab Espy seinerseits am 5. März 2018 den „starken Willen“ bekannt, sich um den freiwerdenden Senatssitz für den Bundesstaat Mississippi zu bewerben. Auf republikanischer Seite gab der bisherige Bundesstaatssenator Chris McDaniel bekannt, sich statt in der Vorwahl gegen den ebenfalls im November 2018 zur Wiederwahl kandidierenden Senator Roger Wicker ebenfalls für die Nachfolge Cochrans zu bewerben. McDaniel gilt als Rechtsaußen-Politiker der Tea-Party-Bewegung.
Als Favoritin der republikanischen Parteiführung ernannte der Gouverneur Phil Bryant die bisherige Landwirtschaftsministerin Cindy Hyde-Smith zur Interimssenatorin. Es fanden keine parteiinternen Vorwahlen statt, sondern ausschließlich die allgemeine Wahl mit mehreren Kandidaten, deren Parteizugehörigkeit nicht auf dem Stimmzettel ersichtlich ist. Espys Fundraising blieb bis Ende Juni 2018 mit 308.000 Dollar deutlich hinter Hyde-Smith mit 1,6 Millionen, aber vor McDaniel mit 272.000 Dollar. Er erhielt im Juli 2018 Wahlkampfunterstützung vom demokratischen Senator Cory Booker aus New Jersey, der Espys Unabhängigkeit auch gegenüber seiner eigenen Partei unterstrich und diese Senatswahl als eine der wichtigsten im November 2018 bezeichnete. Espy ließ sich von Joe Trippi beraten, der zuletzt für Doug Jones bei dessen überraschender Wahl zum Senator in Alabama im Dezember 2017 gearbeitet hatte. In einer Umfrage, die Espy in Auftrag gab, lag er im August 2018 mit 27 Prozent knapp hinter Hyde-Smith (29) und McDaniel (17) und führte gegen beide (mit unter 50 Prozent) in einer hypothetischen Stichwahl. Der konservative, Trump-skeptische Kolumnist George Will schrieb im September 2018, ein möglicher Sieg Espys sei „keine Illusion“. Beim ersten Wahlgang am 6. November 2018, dem allgemeinen Wahltag, erreichte Espy 40,6 Prozent der Stimmen und zog damit neben Hyde-Smith, die 41,5 Prozent erhielt, in die Stichwahl ein. Vor der Stichwahl wurden mehrere Äußerungen Hyde-Smiths diskutiert, die viele Beobachter als rassistisch bezeichneten (siehe Kontroversen um Hyde-Smith). Hyde-Smith setzte sich in der Stichwahl am 27. November mit 54 zu 46 Prozent der Stimmen durch, allerdings deutlich knapper als das letzte Ergebnis Cochrans 2014 (22 Prozent Abstand) und Präsident Trumps 2016 (18 Prozent Abstand).
Bei der regulären Wahl im November 2020 für Hyde-Smiths Senatssitz kandidiert Espy erneut. Er setzte sich in der Vorwahl der Demokraten am 10. März 2020 gegen zwei Mitbewerber mit 90 Prozent der Stimmen durch, nachdem er bereits mehrere Monate intensives Fundraising betrieben und in einem Berichtszeitraum Hyde-Smiths Spendeneinnahmen übertroffen hatte. Er erhielt etwa 43 % der Stimmen, Hyde-Smith wurde mit mehr als 55 % wiedergewählt (Stand 15. November 2020 nach Auszählung von 98 % der Stimmen).

## Positionen
Espy gilt als moderater, zentristischer Demokrat, der eng mit der politischen Ausrichtung Bill Clintons verbunden ist. Espy setzt sich für eine Stärkung lokaler Gemeinschaften ein und will deren wirtschaftliche Entwicklung fördern und die Gesundheitsversorgung sichern. Als Student wurde er Mitglied der National Rifle Association und bezeichnet sich als strikten Verteidiger des 2. Zusatzartikels zur Verfassung, der das Recht Waffen zu tragen festschreibt, auch wenn er für eine stärkere Überprüfung bei Waffenkäufen (background checks) eintritt. Im Senatswahlkampf 2018 vertrat Espy linksliberale Positionen wie die Ausweitung von Medicaid, eine Erhöhung des Mindestlohns und den Versicherungsschutz von Menschen mit chronischen Krankheiten. Er setzt sich für die Gleichberechtigung aller unabhängig von Ethnie, Geschlecht oder Sexualität ein. Bereits als Kongressmitglied hatte er als Angehöriger des eher linken Congressional Black Caucus die Erhöhung von Militärausgaben unter Präsident Ronald Reagan abgelehnt und sich für die Wahlfreiheit von Frauen bei Schwangerschaftsabbruch (Pro-Life) ausgesprochen. Zugleich vertrat er eher konservative Positionen wie die Einführung eines Schulgebets, die Todesstrafe für Drogenstraftäter oder die Finanzierung der Contras in Nicaragua.

## Belege
1. 1 2 3 4 5 6  Espy, Alphonso Michael (Mike). In: History.House.gov
2. 1 2 3 4  Bunthay Cheam: Espy, Mike (1953– ). In: Black Past.
3. 1 2 3 4 5 6  Bobby Harrison: Mike Espy, 32 years after historic victory and fall, hopes to rise to moment again. In: Mississippi Today, 29. Oktober 2018.
4. ↑  Carla Hall: Espy’s Mississippi Milestone. In: The Washington Post, 19. Dezember 1986.
5. ↑  Chris Danielson: Robert G. Clark. In: The Mississippi Encyclopedia
6. 1 2  Craig S. Piper: Espy, Mike. In: Ted Ownby, Charles Reagan Wilson (Hrsg.): The Mississippi Encyclopedia. University Press of Mississippi, Jackson, MS 2017, S. 396 f., hier S. 397
7. ↑  Former Agriculture Secretary Espy Indicted. In: CNN.com, 27. August 1997.
8. ↑  Craig S. Piper: Espy, Mike. In: Ted Ownby, Charles Reagan Wilson (Hrsg.): The Mississippi Encyclopedia. University Press of Mississippi, Jackson, MS 2017, online
9. ↑  Siehe John D. Copeland: The Tyson Story: An Update. In: Drake Journal of Agricultural Law. Band 6, 2001, S. 257–259 (PDF); United States v. Espy, 989 F. Supp. 17 (D.D.C. 1997); Final Report of the Independent Counsel. In Re: Alphonso Michael (Mike) Espy; United States v. Sun-Diamond Growers of California. In: Oyez.
10. ↑  About Mike Espy. In: MikeEspy.com; A. Michael Espy: Director. In: CNFA.org.
11. ↑  Sam R. Hall, Geoff Pender: How Thad Cochran’s retirement impacts Mississippi midterm elections, political landscape. In: USA Today, 5. März 2018.
12. ↑  Geoff Pender: Mike Espy announces run for Thad Cochran Senate seat. In: Clarion Ledger, 5. März 2018.
13. ↑  Geoff Pander: Gov. Phil Bryant slams Chris McDaniel for switch to Cochran race. In: Clarion Ledger, 14. März 2018.
14. ↑  Geoff Pender: Poll: Mike Espy leading Cindy Hyde-Smith, Chris McDaniel in Senate race. In: Clarion Ledger, 3. April 2018.
15. ↑  Emily Wagster Pettus: Senator raises more than challengers in Mississippi race. (Memento vom 25. Juli 2018 im Internet Archive) In: The Times Union, 24. Juli 2018
16. ↑  Kayleigh Skinner: Espy running in nation’s most ‘game changing’ Senate race, Booker says. In: Mississippi Today, 20. Juli 2018.
17. ↑  Adam Ganucheau: Hyde-Smith, Espy and McDaniel still racking up out-of-state cash for Senate race. In: Mississippi Today, 22. Juli 2018.
18. ↑  Simone Pathé: Espy Poll of Mississippi Senate Race Shows Path to Victory for Democrats. In: Roll Call, 16. August 2018.
19. ↑  Geoff Pender: Conservative columnist George Will pens piece on Democrat Mike Espy, Senate odds. In:  Mississippi Clarion Ledger, 6. September 2018.
20. ↑  Mississippi U.S. Senate Special Election Results. In: The New York Times, 7. November 2018.
21. ↑  Daniel Strauss: Mississippi Senate race devolves into racial melee. In: Politico, 20. November 2018.
22. ↑  Chuck Todd, Mark Murray, Carrie Dann: Just how lame will the lame-duck session be? In: NBC News, 28. November 2018.
23. ↑  Luke Ramseth: Mississippi primary: Espy, incumbents win in congressional races. In: Mississippi Clarion Ledger, 11. März 2020.
24. ↑  U.S. Senate Election Results, The New York Times, abgerufen am 15. November 2020.

| Personendaten    | Personendaten            |
| ---------------- | ------------------------ |
| NAME             | Espy, Mike               |
| ALTERNATIVNAMEN  | Espy, Alphonso Michael   |
| KURZBESCHREIBUNG | amerikanischer Politiker |
| GEBURTSDATUM     | 30. November 1953        |
| GEBURTSORT       | Yazoo City, Mississippi  |